# فرنگیس یگانگی
فَرَنگیس یگانِگی (شاهرخ) (۲۱ اردیبهشت ۱۲۹۵ – ۲۴ بهمن ۱۳۸۸)، بنیان‌گذار سازمان صنایع دستی ایران، دبیر شورای عالی زنان ایران و نیز معاون دبیرکل سازمان زنان ایران و عضو نمایندگان  اتاق بازرگانی تهران در دوره نهم (اسفند ۱۳۴۵) بود.

## زندگی

فرنگیس یگانگی به همراه فرزندانش

فرنگیس یگانگی دخترِ ارباب کیخسرو و همسر اردشیر یگانگی از خانواده‌های برجسته زرتشتی ایران، از پیش‌کسوتان مبارزه برای پیشبرد حقوق زنان در ایران و نیز پیشبرد صنایع دستی ایران، سال‌ها دبیر شورای عالی زنان ایران و نیز معاون دبیرکل سازمان زنان ایران بود. او به‌ویژه با زندگی روستائی ایران آشنائی داشت.
تحصیلات خود را تا کلاس نهم در مدرسهٔ ایرج که متعلق به زرتشتیان تهران بود به انجام رساند. پس از آن به کالج آمریکایی‌ها رفت و دیپلم گرفت. چهار سال بعد مدرک کارشناسی خود را در رشتهٔ زبان ادبیات فارسی و انگلیسی از دانشکده ادبیات دانشگاه تهران گرفت. پس از آن به آمریکا رفت و مدرک کارشناسی ارشد خود را در رشتهٔ مددکاری اجتماعی از دانشگاه کالیفرنیای جنوبی دریافت کرد.
در سال ۱۳۱۲ با اردشیر یگانگی ازدواج کرد و آن‌ها صاحب سه فرزند به نام‌های فیروزه، پرویز و کامبیز شدند.
در زمان جنگ جهانی دوم او نقش به سزایی در بازسازی و تشکیل هیئت مدیره برای پرورشگاه کودکان در شهر همدان داشت. پس از جنگ جهانی به همراه همسرش به تهران برگشت و در رشتهٔ ادبیات ادامه تحصیل داد. وی در بازسازی شیرخوارگاه تهران و مدیریت آن تلاشهای بسیاری کرد.
در سال ۱۳۲۹ سازمان زنان زرتشتی را تشکیل داد.
کتابخانه یگانگی در سال ۱۳۳۷ با کمک مالی خانوادهٔ یگانگی توسط او در محوطه انجمن زرتشتیان تهران ساخته شد. این کتابخانه پس از بازسازی در سال ۱۳۸۶ بازگشایی شد. در این کتابخانه بیش از ۱۴۰۰۰ کتاب تخصصی فرهنگ و تمدن ایران باستان و نیز فرهنگ زرتشتی وجود دارد. او همچنین «کتابخانه یگانگی - کیخسرو شاهرخ» را در مرکز زرتشتیان کالیفرنیا احداث کرد.
وی در سال ۱۳۴۵ خورشیدی (۱۹۶۶م) با حمایت دولت وقت، سازمان صنایع دستی و یک مرکز تجاری وابسته به نام مرکز صنایع دستی را در تهران تأسیس کرد. او در طول ۶ ماه با سفرهایی که به روستاها و شهرهای گوناگون ایران انجام داد، صنایع دستی قسمت‌های مختلف ایران را گردآوری کرد و به وزارت اقتصاد ارائه دارد.
وی در سال ۱۳۵۰ به عنوان نمایندهٔ سازمان ملل برای آموزش زنان بومی به جامائیکا اعزام شد و یک سال و نیم در این پست خدمت می‌کند.
قبل از این اقدام نمایشگاه بزرگی از تولیدات صنایع دستی ایران شامل خورجین، کیسهٔ حمام، پوستین رودوزی شده، سفال، شیشه و باتیک تبریز و بلوچ و سایر سوزن‌دوزی‌ها در موزهٔ قلعه واکایاما در ژاپن در سال ۱۹۶۳ م. شهرت چشمگیری برای ایران به دست آورده بود و جو مساعدی برای تأسیس سازمان صنایع دستی توسط فرنگیس یگانگی به وجود آورد.
فرنگیس یگانگی برای زنان ایران اقداماتی انجام داد که از میان آن‌ها می‌توان به تأسیس سازمان زنان زرتشتی و بهبود زندان زنان با انجام آموزش‌های لازم به مدد کاران و کارمندان آن اشاره کرد.

## افتخارات
- فرنگیس یگانگی (شاهرخ) در آمریکا به‌عنوان یکی از بنیان‌گذاران و نخستین رئیس مرکز و عضو هیئت امناء مرکز زرتشتیان در کالیفرنیای جنوبی برگزیده شد.
- در سال ۱۳۷۳ خورشیدی (۱۹۹۴ میلادی) به دلیل کارهای بسیاری که در طول عمر خود انجام داد، به عنوان زن شایستهٔ سال برگزیده شده و طی مراسمی در دانشگاه UCLA لوس‌آنجلس از وی تقدیر شد.
- در سال ۱۳۷۵ خورشیدی (۱۹۹۶ میلادی) از سوی اتحادیه انجمن‌های زرتشتی قاره آمریکای شمالی (FEZANA) به‌عنوان یک زن زرتشتی با خدمات عالی موفق به دریافت «لوح تقدیر» از سوی این اتحادیه شد.

## همایش سپاس‌داری از اندیشه‌های تأثیرگذار
در تاریخ ۶ اسفند ۱۳۸۹، همایشی با عنوان سپاسداری از اندیشه‌های تأثیرگذار زرتشتی در جشنگاه خسروی با کوشش گروه پویندگان اشا برگزار شد. این همایش که به منظور قدردانی از کیخسرو شاهرخ، فرنگیس یگانگی، اسفندیار یگانگی و اردشیر یگانگی برگزار شد دارای بخش‌های متنوعی بود و در آن تموچین شاهرخ و کامبیز یگانگی به عنوان نوه‌های کیخسرو شاهرخ حضور داشتند و در مورد خانواده یگانگی و تأثیرگذاری کیخسرو شاهرخ گفتگو کردند.

## آثار
- نگارش کتاب در جستجوی راستیها[۹]